# جنو نانو
جنو نانو (بالإنجليزية: GNU nano)‏ محرر نصوص لأنظمة التشغيل المشابهة ليونكس أو للواجهات التي تعمل من خلال سطر الأوامر. مشابه لمحرر النصوص بيكو، وجزء من برنامج بين عميل البريد الإلكتروني، ويوفر وظائف إضافية.
نانو برنامج حر مرخص تحت رخصة رخصة جنو العمومية، أصدره Chris Allegretta في عام 1999 م وهو جزء من مشروع غنو.

## تاريخ
أنشئ غريس أليغريتا نانو في عام 1999 م باسم TIP وهو اختصار لـ (This isn't Pico) وكان الدافع هو إنشاء برنامج حر وبديل لبرنامج بيكو، الذي لم يكن ينشر تحت ترخيص حر. تم تغيير الاسم في 10 يناير 2000 لتجنب تضارب التسمية مع أداة غنو TIP ‏، أتى الاسم الجديد نانو من سوابق النظام الدولي للوحدات والتي تعني 1000 مرة أكبر من بيكو، في فبراير 2001 أصبح نانو جزء من مشروع غنو.
يمتلك نانو عدة أدوات تميزه عن بيكو مثل النص الملون، وبحث واستبدال التعابير النمطية، تمرير سلس، multiple buffers، ودعم إعادة ربط المفاتيح، و (تجريبي) تقدم واستعادة تغييرات النص.
في 11 أغسطس 2003 سلم غريس أليغريتا صيانة الكود إلى David Lawrence Ramsey، في 20 ديسمبر 2007 تخلى Ramsey عن الإشراف على نانو.

## وصلات خارجية
- جنو نانو على موقع Open Hub (الإنجليزية)
- جنو نانو على موقع Free Software Directory (الإنجليزية)
- جنو نانو على موقع Framasoft (الفرنسية)